# Leposoma ferreirai
Espèce
Leposoma ferreirai est une espèce de sauriens de la famille des Gymnophthalmidae.

## Répartition
Cette espèce est endémique d'Amazonas au Brésil.

## Description
Le mâle holotype mesure 101 mm de longueur totale dont 35 mm de longueur standard et 66 mm de queue.

## Étymologie
Cette espèce est nommée en l'honneur d'Alexandre Rodrigues Ferreira.

## Publication originale
- Rodrigues & Ávila-Pires, 2005 : New lizard of the genus Leposoma (Squamata, Gymnophthalmidae) from the Lower Rio Negro, Amazonas, Brazil. Journal of Herpetology, vol. 39, no 4, p. 541-546 (texte intégral).